# ТЕС Равін-Бланк
ТЕС Равін-Бланк (Ravin Blanc) – теплова електростанція на північному заході Алжиру, що знаходиться в портовій зоні міста Оран.
Перші два енергоблоки з паровими турбінами, які ввели в дію на початку 1950-х, мали потужність по 25 МВт та розраховувались на спалювання місцевого вугілля із копалень Кенадса та Бешар. Їх димар на момент зведення був найвищим у європейських країнах (в той період в Алжирі ще тривало французьке володарювання), сягаючи на 140 метрів від основи. Така споруда, що на 80 метрів перевищувала оточуючі місто пагорби, знадобилась для усунення надмірного впливу на довкілля.
До початку 2000-х років зазначені вище об’єкти вивели з використання, проте на площадці ТЕС вже діяли дві парові турбіни, котли яких здійснювали спалювання природного газу. Перша з них із потужністю 60 МВт виробництва Societe des Forges et Ateleiers de Creusot (SFAC) стала до ладу в 1965 році, тоді як друга потужністю 73 МВт від італійської компанії Ansaldo, запрацювала у 1973-му.
Природний газ надходить до Орану перемичці від газотранспортного коридору Хассі-Р'Мель – Арзу.